# Elaine Pagels
Elaine Pagels, née le 13 février 1943, est une historienne et théologienne américaine.

## Œuvres
Certains ouvrages ont été signés « Elaine H. Pagels » et l'un d'eux – la première édition, en 1975, de The Gnostic Paul: Gnostic Exegetis of the Pauline Letters – fut signé « Elaine Hiesey Pagels ».
- (en) The Johannine Gospel in Gnostic Exegesis : Heracleon's Commentary on John, Abingdon Press, Nashville (Tennessee), 1973, 128 p.,  (ISBN 0687206324), (LCCN 72010120).
- (en) The Gnostic Paul: Gnostic Exegetis of the Pauline Letters, Fortress Press, Philadelphie, 1975, xii-180 p.,  (ISBN 0800604032), (LCCN 74026350).
  - Réédition au format de poche : Trinity Press International, Philadelphie, 1992, xii-180 p.,  (ISBN 1563380390), (LCCN 92007932).
- (en) The Gnostic Gospels, Random House, New York, 1979, xxxvi-182 p.,  (ISBN 0394502787), (LCCN 79004764).
  - Édition britannique : (en) The Gnostic Gospels, Weidenfeld and Nicolson, Londres, 1980, xxxvi-182 p.,  (ISBN 0-297-77709-2), (BNF 35654732).
  - (fr) Les Évangiles secrets (traduction et notes de Tanguy Kenec'hdu), éditions Gallimard, Paris, 1982, 235 p.,  (ISBN 2-07-022305-1) ou  (ISBN 2-07-078168-2) (réimpression de 2006), (BNF 34731034).
- (en) Adam, Eve and the Serpent, Random House, New York, 1988, xxxviii-189 p.,  (ISBN 0-394-52140-4), (BNF 35058924).
  - (fr) Adam, Ève et le serpent (traduction de Michèle Miech Chatenay), éditions Flammarion, Paris, 1989, 260 p.,  (ISBN 2-08-211186-5), (BNF 35006691).
- (en) The Origin of Satan, Random House, New York, 1995, xxiii-214 p.,  (ISBN 0679401407), (LCCN 95007983).
  - (fr) L'Origine de Satan (traduction de Camille Cantoni-Fort), éditions Bayard, Paris, 1997, 270 p.,  (ISBN 2-227-13723-1), (BNF 36697340).
- (en) Beyond Belief : The Secret Gospel of Thomas, Random House, New York, 2003, 241 p.,  (ISBN 0375501568), (LCCN 2002036840).
- Elaine Pagels et Karen L. King, (en) Reading Judas : The Gospel of Judas and the Shaping of Christianity, Viking Press, New York, 2007, xxiii-198 p.,  (ISBN 9780670038459), (LCCN 2007296641).

## Distinctions
- 1978 : Bourse Guggenheim
- 1980 : National Book Award dans la catégorie Non-fiction et sous catégorie Religion
- 1981 : Prix MacArthur
- 2005 : Médaille du centainaire d'Harvard (en)
- 2013 : Doctorat honoris causa de l'Université Harvard[1]
- 2015 : National Humanities Medal